# Vilma Glücklich
Vilma Glücklich (Nové Mesto nad Váhom, 9 de agosto de 1872 - Viena, 18 de agosto de 1927), fue una educadora reformista húngara, pacifista y activista por los derechos de las mujeres. Junto a Rosika Schwimmer, se la considera una de las dos figuras principales del Movimiento de Mujeres Húngaras a finales del siglo XIX y principios del XX.

## Trayectoria
En 1896, se convirtió en la primera mujer en Hungría en recibir un título de la Facultad de Filosofía de la Universidad Estatal de Budapest, después de haber sido la primera mujer admitida en una universidad húngara.  Elegida miembro del comité presidencial de la Asociación Nacional de Empleadas Femeninas (1902), fue cofundadora de la Asociación Feminista Húngara (Feministák Egyesülete) o HFA (1904), cofundadora de la Liga Internacional de Mujeres por la Paz y la Libertad (1915), miembro del Comité de Supervisión de la administración municipal de Budapest (1918) y secretaria general cofundadora de la Liga Internacional de Mujeres por la Paz y la Libertad (1924-1926).
Vilma Glücklich fue la primera mujer en asistir a la Universidad de Budapest y Hungría, y la primera en graduarse de una en 1896. Trabajó como maestra. Desde 1902, participó activamente en el trabajo sindical y poco después en el movimiento de mujeres. En 1913, ella y Rosika Schwimmer fueron anfitrionas del 7.º congreso de la Alianza Internacional para el Sufragio de la Mujer en Budapest. Durante la Primera Guerra Mundial, participó activamente en el movimiento pacifista. Se convirtió en una de las dos mujeres activas en el régimen democrático en 1918. Debido a esto, fue privada de su trabajo y exiliada en 1921, tras lo cual, emigró a Suiza.